# ザカリアス・ムサウイ

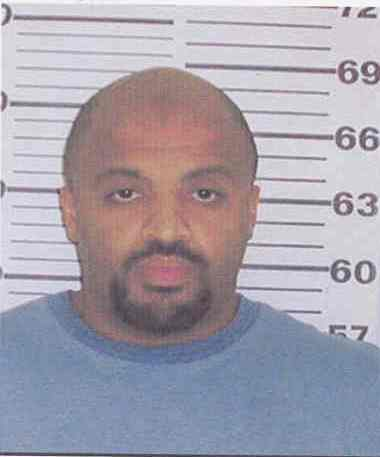
ザカリアス・ムサウイ

ザカリアス・ムサウイ（アラビア語: زكريا موسوي Zacarias Moussaoui、1968年5月30日 - ） はフランス市民権を有するモロッコ出身者の子で、2001年9月11日のアメリカ同時多発テロ事件に関与したとされアメリカ合衆国において裁判にかけられている人物。2001年8月16日にFBIによって逮捕された。ミネソタ州イーガンの航空訓練学校に入学していたムサウイの入学動機を教官が疑問に思い通報したのがきっかけであった。
テロが実行された後にムサウイは「20人目の実行犯」としてメディアの注目を浴びた。2006年5月3日に陪審は仮釈放なしの終身刑を宣告し、公式には翌日に言い渡された。APによると、陪審のうち3人は彼が限られたテロに関する知識しか持たなかったとし、さらに3人が彼が果たした役割は小さなものであったと結論づけた。
2025年現在はコロラド州のADXフローレンス刑務所に終身刑で収監中。

## 人生

### 子供時代
ムサウイの母親Aicha el-Wafiは14歳のときに結婚。5年後に彼の両親はフランスに移住し、ムサウイはそこで生まれた。彼女は4人の小さな子供を抱えていたが、家庭内暴力により離婚、掃除婦として生計を立てながら子供達を育てた。家庭内では宗教的な教育はなかったという。
兄曰く、学校ではバスケットボールとハンドボールを好み、特にハンドボールについては監督やチームメイトもその才能を認めるほどだったが、ムサウイはモロッコからの移民として暴力や窃盗を含む偏見を受けた。スポーツの道を進みたかった彼は失望することとなる。母親曰く思春期に受けた2つの傷が彼を過激思想に走らせたという。一つはアラブ人という理由で学校の進路指導の教師が「マイナーで技術的な学習を押し付けてきたこと」、もう一つは彼の恋人の父親から「安定した職業を得られると思うな」と言われたことだという。

### 軍事訓練
ムサウイはオクラホマにいた間、"Abu Khaled al Sahrawi"また"Shaqil"という名前で知られていた。彼はロンドン・サウスバンク大学において国際ビジネスの修士号を持っていた。彼はブリクストンのモスクで、後に"Shoe Bomber"として知られるようになるリチャード・レイと知り合い、過激派としての一歩を踏み出すことになる。後にムサウイは戦闘服にバックパックといういでたちでモスクに現れ、ジハードに参加するための情報を聖職者に求めたことが原因でモスクを追い出される。ムサウイはアブ・ ハムザ・アル・マスリが訓練を受けたフィンズベリー・パーク・モスクとも関係があると見られている。
1996年、フランス当局はロンドンでイスラーム過激派といるのに気付き、ムサウイの監視を始めた。1998年、アフガニスタンのハルデン訓練所に通い、翌年同様に帰国したといわれている。2000年9月、マレーシアに行き、ムサウイを会社の代表ということにしたヤジド・スファート所有のマンションに滞在した。9/11ハイジャック犯のうち2名が2000年1月にマンションに住んでいた。ジェマ・イスラミアの指導者リドゥアン・イスマウッディンは、35000ドルを払ってムサウイを提供し、10月にマレーシアに文書を運んだ。

### 操縦訓練
2001年2月26日から5月29日までムサウイはオクラホマ州ノーマンのエアマン飛行学校の訓練課程に通った。50時間以上費やしたにもかかわらず、試験に合格せず、免許を取れずに退学した。この学校にはワールドトレードセンターの南北の棟にそれぞれ突っ込んだモハメド・アタとMarwan al-Shehhiが参観した。アタとal-Shehhiはフロリダ州ヴェニスの学校で訓練を受けた。
オクラホマ州ノーマンではムサウイはフセイン・アルアッタスというルームメートがいた。2001年8月11日、フセイン・アルアッタスはオクラホマ州からミネソタ州にムサウイを車に乗せて行った。フセイン・アルアッタスは二人が2001年8月後半か9月前半にニューヨーク市に旅行に行く予定だったと言った。2002年、アルアッタスはFBIに嘘をついてムサウイの名前を秘密にし、ムサウイのジハードと反米の信念を隠し、ムサウイがジハードの活動家にしようとしていたことを隠し、オクラホマ州で飛行訓練を受けている他の中東人の名前を隠したことを認めた。
8月前半、ビナルシブから（当初はドイツのデュッセルドルフとハンブルクから）電子振替で14000ドルを受け取ったといわれている。この金はミネソタ州イーガンのPan-Am国際飛行学院で約2週間後に受ける訓練の助けになるものであった。8月13日、ムサウイは747-400フライトシミュレーターの訓練を受けるために100ドル紙幣で6800ドルを支払った。パンナムが使うこのシミュレーターは、ノースウエスト航空宇宙訓練会社（NATCO、ノースウエスト航空と提携している訓練設備）が使っていた。
ムサウイを担当する講師クラーレンス・プレヴォストは、ムサウイを疑い始めた。これまでにも、裕福そうな男性が入学してきて、ジャンボジェットをいずれ実際に操縦することはなさそうなのにその訓練を受けていくということはあった。ムサウイの素行はそういった生徒と大体の点で似ていたが、普通でない部分もあった。プレヴォストの述懐によれば、シミュレータに入る前の講習でムサウイがした質問は、正確な用語を使っているにもかかわらず頓珍漢であった。ムサウイは747の実技教習本を読み通していたが、747を構成する諸システムの理解に欠けていた。飛行機についての基本的な知識に欠けているムサウイが何故シミュレータで訓練を受けようとするのか、プレヴォストは困惑した。いくらかの説得のあと、プレヴォストの上司たちはFBIに連絡し、FBIが会いに来た。（ムサウイが離着陸の訓練を受けようとしなかったという説があるが、実際にはそういうことはなかった。）

### 逮捕
2001年8月16日、ムサウイはミネソタ州でFBIのハリー・サミットに逮捕され、入国管理法違反で告発された。FBIの中には飛行訓練が軍事目的ではないかと懸念するものがいて、その為にミネソタ州当局はラップトップコンピューターを調査しようとしたが、却下された。逮捕された時、ナイフ2丁と747操縦教本、フライトシミュレーターのコンピュータープログラム、飛行手袋と脛当て、クロップダストに関する情報の入ったCDを持っていた。
捜査を指揮したのは、ムサウイの私室を捜査したいと明確に示したコリーン・ローリー捜査官であった。この請求は上司に却下され、後に外国情報監視法（FISA）により（9.11事件後にパトリオット法により改定された）正式に却下された。更に数回試みたが、同じく却下された。その結果、早期に証拠を収集することはできなかった。
FBIを監視するチャック・グラスリー上院議員（民主党、アイオワ州）は後にロバート・ミューラーFBI長官に手紙を書いた。
FISAの規定を適用したいなら、捜査官はドイツの主な資金源も情報機関が監視している間に少なくとも2人のハイジャック犯と会ったマレーシアのアルカイダ幹部との関係をムサウイに関する情報として見出したことでしょう。

## 法廷の進行
2001年12月11日、ムサウイは、バージニア州東部 地区連邦地方裁判所の6人の重罪容疑で連邦大陪審により起訴されました：国境を越えるテロ行為を犯す陰謀、航空機の海賊行為を犯す陰謀、航空機を破壊する陰謀、大量破壊兵器を使用する陰謀、米国の従業員を殺害する陰謀、および財産を破壊する陰謀。 ザカリアス・ムサウイの起訴は、「 ニューヨーク、バージニア、ペンシルベニアで何千人もの無実の人々を殺害する」攻撃における彼らの役割のために、とりわけ、共謀者ラムジ・ビン・アル・シブとムスタファ・アル・サウサウィと名付けられた。
2002年1月2日、ムサウイは容疑への訴えの入力を拒否し、レオニー・ブリンケマ判事は無罪の嘆願に入った。2002年4月22日に、彼の自己代表権を決定するための公聴会が開かれました。2002年6月13日の別の公聴会で、ブリンケマは自分を弁護する能力があると判断し、訴訟を進めることを許可した。しかし、後にムサウィは技術的な問題で彼を助けるために弁護士の時折の援助を要求した。
ムサウイはアルカイダとの関与を認めたが、9/11の攻撃には関与していないと主張した。むしろ、彼は別の攻撃の準備をしていると主張した。ハリド・シェイク・モハメッドは、以前、ムサウウイが9月11日以前に彼と会ったが、彼は彼を使用しないことを選んだと調査官に語っていた。Moussaouiを9/11攻撃に直接関連付ける証拠はまだ発表されていません。
裁判は、司法と国家安全保障の間のアメリカ合衆国の緊張を強調した。ムサウィは機密文書へのアクセスと、拘束されたアルカイダのメンバーを証人として呼び出す権利、特にビン・アル・シブ、ハリド・シャイフ・モハメッド、ムスタファ・アーメド・アル・サウサウィを要求した。両方の要求は検察官によって国家安全保障に対する潜在的な脅威であると主張されました。ムンサウイはアルカイダの囚人数人を証人として使用することを許可されていたが、ブリンケマは機密文書にアクセスする動議を拒否した。
Brinkemaは、2003年10月2日に、ムサウイの証人へのアクセスを提供するという政府の抵抗に応えて、死刑を「立ち入り禁止」にした。第4巡回控訴裁判所は、ブリンケマの判決を覆し、米国政府はこれらの証人のインタビュー/尋問の要約を使用できると判断した。2005年3月21日、米国最高裁判所は、コメントなしで、第4巡回区の決定に対するムサウイの公判前の控訴を拒否し、事件をBrinkemaに戻しました。

2006年2月6日、120人の電位の前に法廷からエスコートされながら彼の弁護士を参照、アメリカ人である陪審員にムサウイは「私はアルカイダです。彼らは私を代表していません。」 
2006年3月、Moussaouiは裁判の際、2001年の攻撃の数年前、局が重要な建物を破壊するためにアルカイダを計画していることを知っていたとFBIのエージェントを含むいくつかの施設が見出しを作ったおよびBrinkemaの決定死刑の却下を検討する。しかし、数日後、メディアの注目を集めて、ブリンケマはこの事件を却下しないことを決定し、代わりに目撃者は証言できず、政府は彼に対する死刑判決を求め続けることを認められた。
2006年3月27日、ムサウイは、彼と「シューボンバー」リチャードリードが9月11日の攻撃でハイジャックされた飛行機をホワイトハウスにinto落させる計画を立てたことを証言した。ムサウィとリードの直接のつながりはこれまで主張されていませんでしたが、この証言は、彼が9月11日以降の作戦を意図していたというムサウィの以前の証言と矛盾していました。彼が以前嘘をついた理由を尋ねられたとき、彼は「あなたはジハードのために嘘をつくことが許されている。敵を倒すためのテクニックは何でも許可されています。」  メインストリームのメディアでは、未実現の計画のメンバーとして9/11のプロッターとして死ぬというムサウイの好みは、9/11への彼の自認のつながりに疑念を投げかけるという解説がありました。

### ムサウイによる主張
ムサウイは何年も法的代理を拒否した。彼は混乱し辱し、並行して裁判所の訴えを提起した。彼の嘆願、声明、および行動には以下が含まれました。
- 2002年1月2日：ムサウイは、「 アッラーの名において、私は嘆願するものがなく、嘆願書を提出しない」と述べた。[10]

- 2002年4月22日：ムサウイは、裁判所に任命された弁護士を解雇しようとしました。

ブリンケマ判事は、助言の下で要請を受けた。2002年6月13日に、彼女は彼が彼自身を弁護する権利を持つように命令し、イスラム教徒の弁護士の捜索が始まった。
- 2002年6月7日：裁判所に任命された精神科医が、Moussaouiが裁判に十分に適格であると宣言した。[12] 2002年6月11日：ムサウイは、ザカリアスムサウイを狂気と宣言するために、レオニーブリンケマの命令を非難するという申し立てを提出しました。[13] その中で、彼は「欧州司法裁判所と議会の助けを得よう」と試みたと述べた。彼はその後、ブリンケマ判事の心理分析を提供しました。

- 7/11/2002 filed pleading insisting on his competence to stand trial:

精神状態の列挙：軸1;性別の劣等感を伴うイスラム恐怖症の急性症状。 診断印象：自我認知症が最高になるための法的病理学的殺人本能。  結論と推奨事項：専門家ユニットへの即時の精神病院入院（ユニットUBL治療センターを提案。。。）
- 2002年7月18日：ムサウイは、「私には知識があり、アルカイダに参加しました。私はアルカイダのメンバーです。。。オサマ・ビン・ラディンにバヤットを誓う。」 [14] 裁判所は、有罪の訴えを考慮していないとして拒否し、ムサウイに彼の訴えを再考するよう命じた。

- 2002年7月24日：オクラホマ航空学校の24歳のフセインアルアッタのムサウイのルームメイトは、次のような虚偽の陳述を行った 7つの罪を認めました。

真実は、何度か、彼（ムサウイ）がジハードに参加したいという一般的な願望を表明していたことを短期間で知っていたので、私の反対の陳述は虚偽でした。。。エージェントが私も彼の本当の名前を知っているかどうか尋ねたとき、私は嘘をつき、知らないと言いました。
さらに、Al-Attasは、2001年8月下旬にムサウイとニューヨーク市に行く計画について嘘をついていることを認めました。彼はまた、オクラホマの飛行学校でムサウイのクラスメートの何人かについて嘘をついたと告白した。
- 2002年7月28日： Moussaouiは、6つの陰謀のうち4つの罪を認めました。彼は米国の従業員を殺害し、財産を破壊する陰謀の罪を否定しました。

今日、私は真実ではなく、罪の申し立てのすべてではなく、いくつかを申し立てます。。。私が起訴全体を支持していると誤解されるべきではありません。正直な方法で有罪を認めるのに十分な事実的根拠があります。
裁判所は、非公式であるとして有罪の訴えを拒否し、彼の弁護士を再任した。裁判所が任命した弁護士と協力するというこの命令に対するムサウィの回答は、「それは最もうんざりします」でした。
- 2003年4月22日： Moussaouiは、以下に示すヘッダーを使用して嘆願書を提出しました。嘆願において、ブリンケマ裁判官は「死の裁判官レオニー」と呼ばれています。

アッラーの名の下に;ユナイテッドソドムオブアメリカ 4/19/2003;ケース番号01455A; 17 S 1423   アッラーの奴隷、ザカリアス・ムサウィウイvs.   サタンの奴隷、ジョン・アシュクロフト
二嘆願はムサウイ被告救出シナリオではありません豚マンの役割を題したと述べた、「すべての神を恐れW orld T heatre C inemaに見られるように。3000以上のホットシートチケットの締め切り（ U nited B ooking L imitedにお問い合わせください）。
- 2003年7月18日：ムサウイは2つの嘆願書を提出した。最初のタイトルはWTC破産の指名手配で、「損失：3000人の悪の息子」の「WTCの利益と損失」の会計を提供しました。利益：アッラーの奴隷19人。」 そのドキュメントには次のヘッダーがありました。

アッラーの名の下に;アメリカのサタンによって保証されています アッラーの奴隷、ザカリアス・ムサウィウイvs.   サタン、ブッシュ、アシュクロフトの奴隷
- 2006年3月21日：アル・アッタの証言に応えて、ムサウィは「神はモハメッド・アッタを祝福してください」とコメントしました。[20]

### 死刑と求刑
9月11日の攻撃が展開されたとき、飛行機を乗っ取り、世界貿易センターとペンタゴンに衝突させるために共謀したとして起訴されたムサウイは、ミネソタ州の刑務所にいました。検察官は、死刑判決を求める際に、彼が「意図的に行為に参加した...そしてその行為の直接の結果として犠牲者が死亡した」ことを証明する必要がありました。ムサウイは、彼が攻撃について知っていて、それらを止めるために何もしなかったことを認めました。
有罪の嘆願に入って、ムサウィは死刑の対象となりました。ドイツは、米国が罰として死を求めないことを約束しない限り、ムサウイに対する証拠を公表しないと述べた。2005年4月27日、フランスのドミニクペルベン法務大臣は、「フランスがアメリカの司法にムサウイ氏に関する情報の要素を与えたとき、死刑を要求または実行するためにこれらの要素を使用しないという米国の書面による約束を得ました。」 
2006年3月14日、ブリンケマは検察官がムサウイに対して死刑を求め続けることはできるが、政府の弁護士であるカーラ・マーティンがコーチした重要な証人を使用することはできないと裁定した。2006年4月3日に、彼の事件のju審員は、ムサウイが死刑の対象であると決定しました。
ムサオウイの判決裁判で、FBIのエージェントであるグレッグ・ジョーンズは、攻撃の前に、スーパーバイザーのマイケル・マルトビーに「ザカリアス・ムサウイが世界貿易センターに飛行機を飛ばさないように」と主張した。モルトビーは、別のエージェント、ハリーサミットからの70件のリクエストに応じて、ムサウイのコンピューターを検索する令状を取得することを拒否していました。
2006年5月3日、審は判決を下しました。ムサウィは仮釈放の可能性なしに終身刑を宣告されます。ムサウイ被告は5月4日に6回連続の生活条件を言い渡された、裁判官Brinkemaは、それが「ムサウイ被告を奪う限りの文は、適切なものだったことを彼女の信念を表明して殉教の栄光の偉大ビッグバンで」としてムサウイが法廷に入った後、勝利を宣言し、米国は「オサマビンラディンを獲得しない」と主張しました。彼が法廷を去るとき、彼は言った、「アメリカ、あなたは負け、私は勝った」。そして彼は二度手をたたいた。一人のju審員がムサウイを死から救った。12人の連邦ju審員の司会者はワシントン・ポストに、パネルはムサウイが執行の資格を与えられた3つの容疑で死刑に賛成して11–1、10–2および10–2に投票したと語った。 死刑判決を返すには、3回のテロ容疑のいずれか1つに対する全員一致の投票が必要でした。
ムサウイは、彼の文を、コロラドのフローレンスに居住する最大のセキュリティ米国刑務所管理最大施設に提供する。最もきついコントロールの必要の施設家最も危険な連邦囚人および「ロッキー山脈のアルカトラズ」へ電話がなされる。

## 関連記事
- モハメド・アタ - 9.11事件の代表と見られ、この攻撃で死亡した。